# Challenge de France féminin 2002-2003
Navigation
Édition précédente Édition suivante
Le Challenge de France féminin 2002-2003 est la 2e édition du Challenge de France féminin.
Il s'agit d'une compétition à élimination directe ouverte à tous les clubs de football français ayant une équipe féminine, organisée par la Fédération française de football (FFF) et ses ligues régionales.
La finale a eu lieu le 12 juin 2003 au Stade des Alouettes à Montceau-les-Mines, et a été remporté par le FC Lyon face au Montpellier HSC sur le score de quatre buts à trois.

## Déroulement de la compétition
| Nom                                                          | Dates retenues   | Équipes participantes | Équipes restantes |
| Phase régionale                                              | Phase régionale  | Phase régionale       | Phase régionale   |
| ------------------------------------------------------------ | ---------------- | --------------------- | ----------------- |
| Selon les ligues                                             | Selon les ligues | 344                   | 64                |
| Phase fédérale (entrée en lice des 20 équipes de Division 2) |                  |                       |                   |
| 1er tour fédéral                                             | 15 décembre 2002 | 84                    | 42                |
| 2e tour fédéral                                              | 26 janvier 2003  | 42                    | 21                |
| Phase finale (entrée en lice des 11 équipes de Division 1)   |                  |                       |                   |
| Seizièmes de finale                                          | 16 février 2003  | 32                    | 16                |
| Huitièmes de finale                                          | 16 mars 2003     | 16                    | 8                 |
| Quarts de finale                                             | 20 avril 2003    | 8                     | 4                 |
| Demi-finales                                                 | 25 mai 2003      | 4                     | 2                 |
| Finale                                                       | 15 juin 2003     | 2                     | 1                 |

## Premier tour fédéral
Le premier tour fédéral est marqué par l'entrée en lice des 20 clubs de 2e division.

## Seizièmes de finale
Les seizièmes de finale sont marqués par l'entrée en lice des 11 clubs de la première division qui rejoignent les 10 clubs de deuxième division et les 11 clubs de troisième division, déjà qualifiés pour ce tour de la compétition.
Les rencontres ont lieu le week-end du 16 février 2003 et voient la logique respectée avec la qualification des favoris de chaque confrontation.
| Date       | Club (division)                     | Score           | Club (division)                               |
| ---------- | ----------------------------------- | --------------- | --------------------------------------------- |
| 16/02/2003 | FCF Condéen (Division 2)            | 1-0             | ES Cormelles-le-Royal (Division 2)            |
| 16/02/2003 | FCF Juvisy (Division 1)             | 5-0             | USO Bruay-la-Buissière (Division 1)           |
| 16/02/2003 | Leers omnisports (Division 3)       | 1-5             | Saint-Brieuc FF (Division 1)                  |
| 16/02/2003 | COM Bagneux (Division 3)            | 0-1             | FCF Hénin-Beaumont (Division 2)               |
| 16/02/2003 | UFF Besançon (Division 3)           | 1-2             | FC Lyon (Division 1)                          |
| 16/02/2003 | FC Woippy (Division 3)              | 0-4             | SC Schiltigheim (Division 2)                  |
| 16/02/2003 | Saint-Memmie Olympique (Division 1) | 1-1 (Tab : 2-4) | Paris SG (Division 1)                         |
| 16/02/2003 | AS Saint-Quentin (Division 2)       | 2-1             | ASSF Épinal (Division 3)                      |
| 16/02/2003 | Rodez AF (Division 3)               | 0-5             | Toulouse FC (Division 1)                      |
| 16/02/2003 | FCF Valence (Division 2)            | 3-2             | Celtic de Marseille (Division 3)              |
| 16/02/2003 | CS Nivolas-Vermelle (Division 3)    | 0-2             | Entente Saint-Maurice Yssingeaux (Division 2) |
| 16/02/2003 | FC Félines Saint-Cyr (Division 2)   | 0-7             | Montpellier HSC (Division 1)                  |
| 16/02/2003 | ASF Les Verchers (Division 3)       | 0-0 (Tab : 2-3) | FCE Arlac (Division 2)                        |
| 16/02/2003 | ASPTT Vannes (Division 3)           | 0-2             | ESOFV La Roche-sur-Yon (Division 1)           |
| 16/02/2003 | US Orléans (Division 2)             | 2-2 (Tab : 1-4) | Stade quimpérois (Division 1)                 |
| 16/02/2003 | Saint-Herblain OC (Division 3)      | 0-7             | ASJ Soyaux (Division 1)                       |

## Huitièmes de finale
Lors des huitièmes de finale il ne reste plus que 9 clubs de première division accompagnés de 7 clubs de deuxième division.
Les rencontres ont lieu le week-end du 16 mars 2003 et sont marquées par la performance du FCE Arlac, club de division 2, qui élimine le Stade quimpérois, pensionnaire de division 1.
| Date       | Club (division)                               | Score           | Club (division)                 |
| ---------- | --------------------------------------------- | --------------- | ------------------------------- |
| 16/03/2003 | SC Schiltigheim (Division 2)                  | 0-2             | Toulouse FC (Division 1)        |
| 16/03/2003 | Entente Saint-Maurice Yssingeaux (Division 2) | 3-0             | FCF Valence (Division 2)        |
| 16/03/2003 | FC Lyon (Division 1)                          | 1-0             | AS Saint-Quentin (Division 2)   |
| 16/03/2003 | Paris SG (Division 1)                         | 3-5             | Montpellier HSC (Division 1)    |
| 16/03/2003 | ASJ Soyaux (Division 1)                       | 2-0             | FCF Hénin-Beaumont (Division 2) |
| 16/03/2003 | Saint-Brieuc FF (Division 1)                  | 0-3             | FCF Juvisy (Division 1)         |
| 16/03/2003 | ESOFV La Roche-sur-Yon (Division 1)           | 0-0 (Tab : 4-2) | FCF Condéen (Division 2)        |
| 16/03/2003 | Stade quimpérois (Division 1)                 | 0-0 (Tab : 2-4) | FCE Arlac (Division 2)          |

## Quarts de finale
Lors des quarts de finale il ne reste plus que 6 clubs de première division accompagnés de 2 clubs de deuxième division.
À ce stade, les quatre favoris pour la victoire finale sont le FCF Juvisy, le Toulouse FC, le Montpellier HSC et le FC Lyon, qui occupent les quatre premières places de première division depuis quasiment le début de la saison.
Les rencontres ont lieu le week-end du 20 avril 2003 et sont marquées par la performance de l'ASJ Soyaux qui élimine le Toulouse FC sur ses terres, alors qu'il est tenant du titre et champion de France en titre.
| Date       | Club (division)                               | Score           | Club (division)                     |
| ---------- | --------------------------------------------- | --------------- | ----------------------------------- |
| 20/04/2003 | Montpellier HSC (Division 1)                  | 3-1             | ESOFV La Roche-sur-Yon (Division 1) |
| 20/04/2003 | FCE Arlac (Division 2)                        | 2-4             | FCF Juvisy (Division 1)             |
| 20/04/2003 | Toulouse FC (Division 1)                      | 0-1             | ASJ Soyaux (Division 1)             |
| 20/04/2003 | Entente Saint-Maurice Yssingeaux (Division 2) | 0-0 (Tab : 0-3) | FC Lyon (Division 1)                |

## Demi-finales
Lors des demi-finales il ne reste plus que quatre clubs de première division dans le dernier carré.
Les rencontres ont lieu le 25 mai 2003 et voient la qualification du FC Lyon face à une vaillante équipe de l'ASJ Soyaux et du Montpellier HSC dans une rencontre spectaculaire face au FCF Juvisy.
| Date       | Club (division)              | Score | Club (division)         |
| ---------- | ---------------------------- | ----- | ----------------------- |
| 25/05/2003 | Montpellier HSC (Division 1) | 3-2   | FCF Juvisy (Division 1) |
| 25/05/2003 | ASJ Soyaux (Division 1)      | 1-2   | FC Lyon (Division 1)    |

## Finale
La finale oppose deux clubs de première division, le FC Lyon, qui participe sa deuxième finale après avoir échoué lors de l'édition précédente, et le Montpellier HSC qui participe à la première finale de son histoire.
| 12 juin 2003 | FC Lyon                                                                                   | 4-3   | Montpellier HSC                                     | Stade des Alouettes, Montceau-les-Mines      |                                              |
|              | 4e Virginie Dessalle · 13e Ludivine Bruet · 56e Sandrine Brétigny · 89e Sandrine Brétigny | (2-3) | 8e Hoda Lattaf · 22e Hoda Lattaf · 35e Élodie Ramos | Spectateurs : 300 Arbitrage : Sabine Louiset | Spectateurs : 300 Arbitrage : Sabine Louiset |
|              | Rapport                                                                                   |       |                                                     | Spectateurs : 300 Arbitrage : Sabine Louiset | Spectateurs : 300 Arbitrage : Sabine Louiset |

| G               | 1  | Aurore Pegaz        |  |     |
| D               | 2  | Gwenaëlle Pelé      |  |     |
| D               | 3  | Cécile Locatelli    |  |     |
| D               | 4  | Marianne Grangeon   |  |     |
| D               | 5  | Anne-Laure Perrot   |  | 55e |
| M               | 6  | Emmanuelle Sykora   |  |     |
| M               | 7  | Virginie Dessalle   |  |     |
| M               | 8  | Carole Granjon      |  | 12e |
| M               | 10 | Ludivine Bruet      |  | 60e |
| A               | 9  | Cécilia Josserand   |  | 74e |
| A               | 11 | Sandrine Brétigny   |  |     |
| Remplacements : |    |                     |  |     |
| D               | 12 | Delphine Blanc      |  | 55e |
| A               | 13 | Anissa Guedri       |  | 74e |
|                 | 14 | Christelle Bartesch |  |     |
| Entraîneur :    |    |                     |  |     |
| Farid Benstiti  |    |                     |  |     |

| G                | 1  | Zohra Hanous        |  |     |
| D                | 2  | Audrey Lacaze       |  |     |
| D                | 3  | Céline Rigal        |  |     |
| D                | 4  | Emmanuelle Podence  |  |     |
| D                | 5  | Glwadys Bresson     |  |     |
| M                | 6  | Virginie Faisandier |  | 50e |
| M                | 7  | Sarah M'Barek       |  |     |
| M                | 8  | Agathe Calvie       |  |     |
| M                | 10 | Sonia Bompastor     |  |     |
| A                | 9  | Élodie Ramos        |  | 80e |
| A                | 11 | Hoda Lattaf         |  | 86e |
| Remplacements :  |    |                     |  |     |
| A                | 14 | Angélique Lopes     |  | 80e |
|                  | 12 | Séverine Coste      |  |     |
|                  | 13 | Christelle Sarran   |  |     |
| Entraîneur :     |    |                     |  |     |
| Sébastien Arnaud |    |                     |  |     |